# Močvara
 Ovo je glavno značenje pojma Močvara. Za druga značenja pogledajte Močvara (razdvojba).
Močvare su plitke vode stajaćice, odnosno tlo natopljeno najčešće slatkom vodom, koje se odlikuje niskom pH vrijednošću  (odnosno kiselošću) i bioraznolikošću staništa za mnoge biljne i životinjske vrste, kao što su vodozemci, ribe, ptice, kukci, gmazovi i sisavci. 
Močvaru kao čest oblik voda stajaćica treba razlikovati od
- a) lokve, plitke udubine s vodom koja presušuje tijekom sušnog razdoblja
- b) bare, plitka vodena masa kojoj sunce dopire do dna i odlikuje se bujnim biljnim raslinjem
- c) jezera, koja na zemlji nastaju tek nakon ledenog doba i u pravilu se razlikuje eufotički i afotički sloj.

Močvare se najčešće nalaze u riječnim nizinama ili uz jezera, odnosno u reljefnim depresijama s intenzivnom vegetacijom. U močvarama se, za razliku od tresetišta, ne stvara treset. 
Prema porijeklu i načinu dotoka vode močvare se dijele na:
- niske, koje se "hrane" samo izdanskom podzemnom vodom; kod ovih močvara, vegetacijski sloj je deblji
- visoke, koje se "hrane" samo površinskom vodom, praktično jedino oborinskim vodama; ovdje je sloj vegetacije tanak
- mješovite, koje se prihranjuju iz oba izvora; ovaj tip je najčešći.

Isušivanje močvara vrši se melioracijom pomoću drenažnih kanala i nasipa.
To je životni okoliš u kojem ne rastu stabla, ponekad ima grmlja, a općenito se tu nalaze ekološke zajednice koje uspijevaju na mokrom mineralnom pa do organskom tlu, a mogu opstati samo uz neprekidni višak vode. Razgraničenje između močvara i drugih tipova biotopa nije jednostavno. One su međuoblik između drugih biotopa kao što su tresetišta, vodene površine koje se isušuju ili mokre livade i grmišta. Tipične biljne vrste su iz rodova Eupatorium i Lysimachia, kao i neke druge biljne zajednice koje su vrlo važne kao "paša" za leptire i druge kukce. 
Mnoge su močvare ugrožene ili su u prošlom stoljeću i ranije potpuno isušene zbog potreba poljoprivrede za obradivim površinama ili iz zdravstvenih razloga (malarija). U novije vrijeme je došlo do promjene odnosa prema močvarama. Shvaćen je njihov značaj za ukupnost čovjekove životne sredine, i česti su uspješni napori za renaturiranjem tih područja.